# Wied il-Mielaħ u l-Inħawi tal-Madwar
Wied il-Mielaħ u l-Inħawi tal-Madwar este o arie protejată (sit de importanță comunitară — SCI, arie de protecție specială avifaunistică — SPA) din Malta întinsă pe o suprafață de 65,31 ha, integral pe uscat.

## Localizare
Centrul sitului Wied il-Mielaħ u l-Inħawi tal-Madwar este situat la coordonatele 36°04′47″N 14°12′59″E / 36.0796°N 14.2165°E.

## Înființare
Situl Wied il-Mielaħ u l-Inħawi tal-Madwar a fost declarat arie de protecție specială avifaunistică în septembrie 2019.

## Biodiversitate
Situată în ecoregiunea mediteraneană, aria protejată conține 3 habitate naturale: Faleze cu vegetație de Limonium spp. endemic de pe coastele mediteraneene, Tufărișuri termo-mediteraneene și de pre-deșert, Pante stâncoase calcaroase cu vegetație casmofită.
La baza desemnării sitului se află mai multe specii protejate:
- plante (2): Helichrysum melitense, Hyoseris frutescens
- păsări (2): Calonectris diomedea, Puffinus yelkouan